# アウトバーン 93
アウトバーン 93（ドイツ語: Bundesautobahn 93, BAB 93 または A 93）はドイツの高速道路、アウトバーンの一路線である。
北のバイエルン州ホーフから南のオーストリア国境、キーファースフェルデン付近まで268 kmの路線を持つ主要道路である。
2つの区間に分断されている。それは次の通りである。
- 北：ホーフ - インゴルシュタット
- 南：ローゼンハイム - オーストリア国境